# Cobitidae
Os peixes de agua doce da família Cobitidae são animais bentônicos com um achatamento perfil ventral. Existem 160 espécies diferentes deles.Cobitídeos são principalmente escavadores e são onivoros, geralmente não muito exigentes sobre os seus alimentos. Eles podem comer crustáceos aquáticos, insetos e outros pequenos invertebrados, bem como pedaços de detritos orgânicos. Muitos vivem em águas geralmente de má qualidade e alimentos para animais na tubifex worms, que estão associadas a essas áreas. Alguns têm se adaptado para águas em péssimas condições por serem capazes de engolir oxigênio do ar atmosférico e absorvê-lo através das paredes de seus intestinos.as espécies são distribuídas pela Europa, Ásia, e em Marrocos. Eles habitam principalmente em águas correntes.
Escavadores devido à sua natureza e da sua capacidade de se adaptar a muitos ecossistemas de água doce,algumas espécies foram introduzidas às águas em regiões que não são nativas e podem causar problemas para a fauna local como uma espécie invasora.

## Características típicas
O corpo dos cobitídeos ser vermiforme (verme-moldada; longo e fino) para Fusiform (fuso-moldada; cilíndrico e gradual em direção às extremidades).A sua maioria não têm verdadeira escalas. Tal como bagres, esses peixes possuem órgãos sensoriais conhecidos como barbos; normalmente 3-6 pares deles. Algumas outras características dos cobitídeos são um pequeno detalhe "boca adaptada ao estilo de vida bentônico, dois espinhos retráteis abaixo do olho, e uma única linha de dentes (garganta) na faringe. Veja também Spined Loach.

## Importância Econômica
Algumas espécies são empregadas como peixes na alimentação da Ásia Oriental em países como o Japão. Eles são de importância para a pesca ou a ser levantada na aquicultura. Algumas espécies de cobitídeos pode eventualmente ser capturada por isca.
Muitas das mais coloridas espécies são populares entre aquaristas água doce e são, portanto, de grande importância no aquarismo. O mais colorido tropical loaches que são mantidos como animais de estimação principalmente oriundo de Ásia do Sul e do Sudeste Asiático,tendo um valor bem elevado principalmente na América.

## Criação em Cativeiro
em cativeiro as bótias tendem a ter seu crescimento diminuído,são animais pacíficos e dóceis de hábitos noturnos mas também gostam de nadar durante o dia, preferem o fundo do aquário e vivem melhor em grupos de no minimo 4 indivíduos são bem curiosas e tem um curioso costume de "fingirem de mortas" deitando e ficando de ponta cabeça deem preferencia ao ph neutro (7.0)e temperatura de 25º,são ótimos peixes para iniciantes só tendem a ter um preço meio elevado por serem importadas.
sua reprodução em cativeiro é bem difícil tendo poucos casos de sucesso.

### Cobitídeos freqüentemente encontrados em aquário comércio
- Botia Cara-de-Cavalo - Acantopsis choirorhynchus
- Botia de nariz longo - Acantopsis octoactinotos
- Dojo - Misgurnus anguillicaudatus (embora Misgurnus fossilis e Cobitis taenia também são referidas como animais meteorológicos).
- Cobrinha kuhli — Pangio kuhlii
- Botia palhaço - Chromobotia macracanthus
- Botia Yoyo ou Botia paquistanesa - Botia almorhae
- Botia zebra - Botia striata
- Bótia de Bengala - Botia dario
- Bótia Modesta - Yasuhikotakia modesta